# Ah Canul

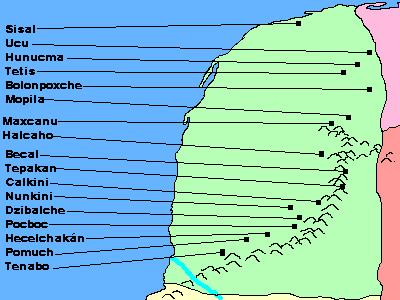
Ah Canul mit Hauptorten um 1540

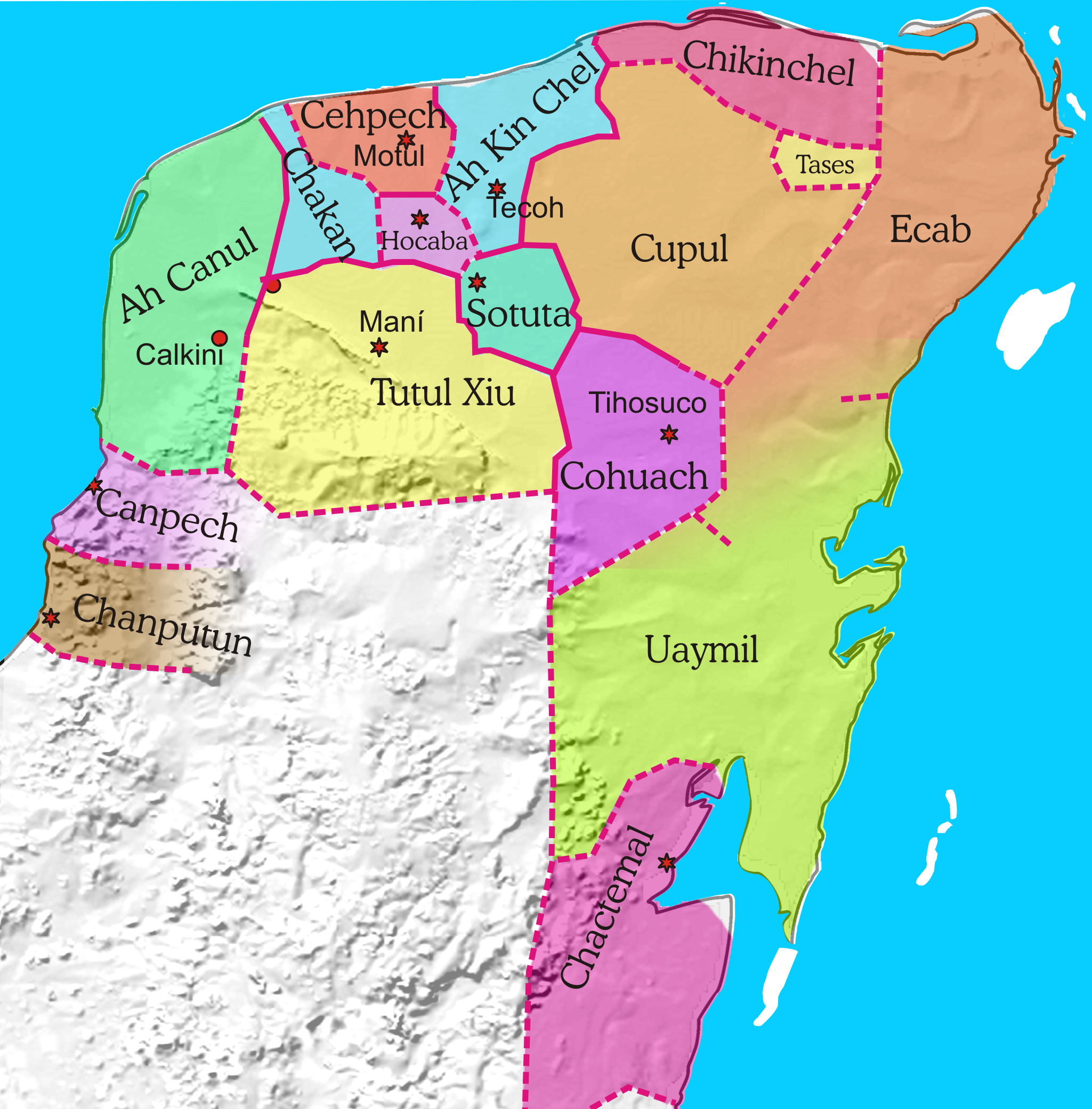
Politische Gliederung Yucatáns um 1500

Ah Canul bzw. Ah Kanul oder Aj Kanul war ein Fürstentum (Mayathan: cuchcabal) der Maya auf Yucatán während der Postklassik, das bis in die Zeit der Konquista Bestand hatte.

## Beschreibung und Geschichte
Die Jurisdiktion Ah Canul nahm einen etwa gleichmäßig ca. 50 km breiten und 145 km langen Küstenstreifen im nordwestlichen Yucatán ein, im Süden waren auch wesentliche Teile des westlichen Puuc bis zum Rio Homtun in das Herrschaftsgebiet eingeschlossen. Politisch grenzte das Fürstentum im Nordosten an Chakán, im Osten an Maní sowie im Süden an Canpech.
Die ältere Geschichte Ah Canuls lässt sich überwiegend archäologisch fassen. Auf dem Territorium war Oxkintoc mit Abstand das größte Zentrum der Klassik und wurde erst um 1050 endgültig verlassen. Andere Orte insbesondere des Puuc weisen eine kontinuierliche Besiedlungsgeschichte bis in die spanische Kolonialzeit auf. Bereits ab etwa 650 lassen sich Inschriften nachweisen, die auf eine kooperative Regierungsform, nicht aber auf das für die klassische Periode typische auf einen Ajaw ausgerichtete Gottkönigtum schließen lassen. Die jüngere Geschichte Ah Canuls ergibt sich im Wesentlichen aus den Chilam Balam bzw. aus dem nur unvollständig erhaltenen Códice de Calkiní Eine weitere authentische Quelle, vor allem zu religiösen bzw. mythologischen Belangen, stellen die Cantares de Dzitbalché dar.
Mit dem Fall von Mayapán Mitte des 15. Jahrhunderts sollen sich neun Offiziere, (Tor-)Wächter (Canul) aus Mayapán, in den Norden begeben und das Fürstentum begründet haben. Sie wurden nicht nur Stifter des Fürstentums im politischen und namensgebenden Sinn, sondern auch der einflussreichsten Familie. Ah Canul hatte auch im 16. Jahrhundert keine Zentralgewalt, wurde also nicht durch einen Halach Huinik regiert wie etwa die Fürstentümer Cochuah, Sotuta oder Ah Kin Chel. Die Canulfamilie stellte in größeren Orten mehrheitlich den Batab. Dies war in Friedenszeiten das höchste weltliche Amt und entsprach einem Stadtfürsten oder Ortsgouverneur. Insofern lässt sich Ah Canul am ehesten mit Cupul vergleichen. Ein wesentlicher Unterschied war jedoch, dass Ah Canul nicht mit seinen Nachbarn im Krieg lag und sich auch während der Aufstände gegen die Kolonialisierung und Christianisierung weitestgehend neutral bis wohlwollend gegenüber den Spaniern verhielt. Davon unberührt konnten Angehörige indigener Adelsfamilien, wie auch in den meisten anderen Mayastädten auf Yucatán, auch nach der Eroberung und Christianisierung häufig weiterhin führende Positionen besetzen. So werden unter den Kaziken und Ortsgouverneuren des 16. Jahrhunderts zahlreiche Repräsentanten der alten Elite genannt. 
Im 17. Jahrhundert führten Krankheiten und Ausbeutung zu rapiden Veränderungen des Sozialgefüges. Die heutigen Orte Calkiní, Dzitbalché, Halachó, Hecelchakán, Hunucmá, Maxcanú, Sisal, Tenabo und Ucú weisen eine Siedlungsgeschichte bis in vorkoloniale Zeit, teilweise bis in die klassische Periode auf. 

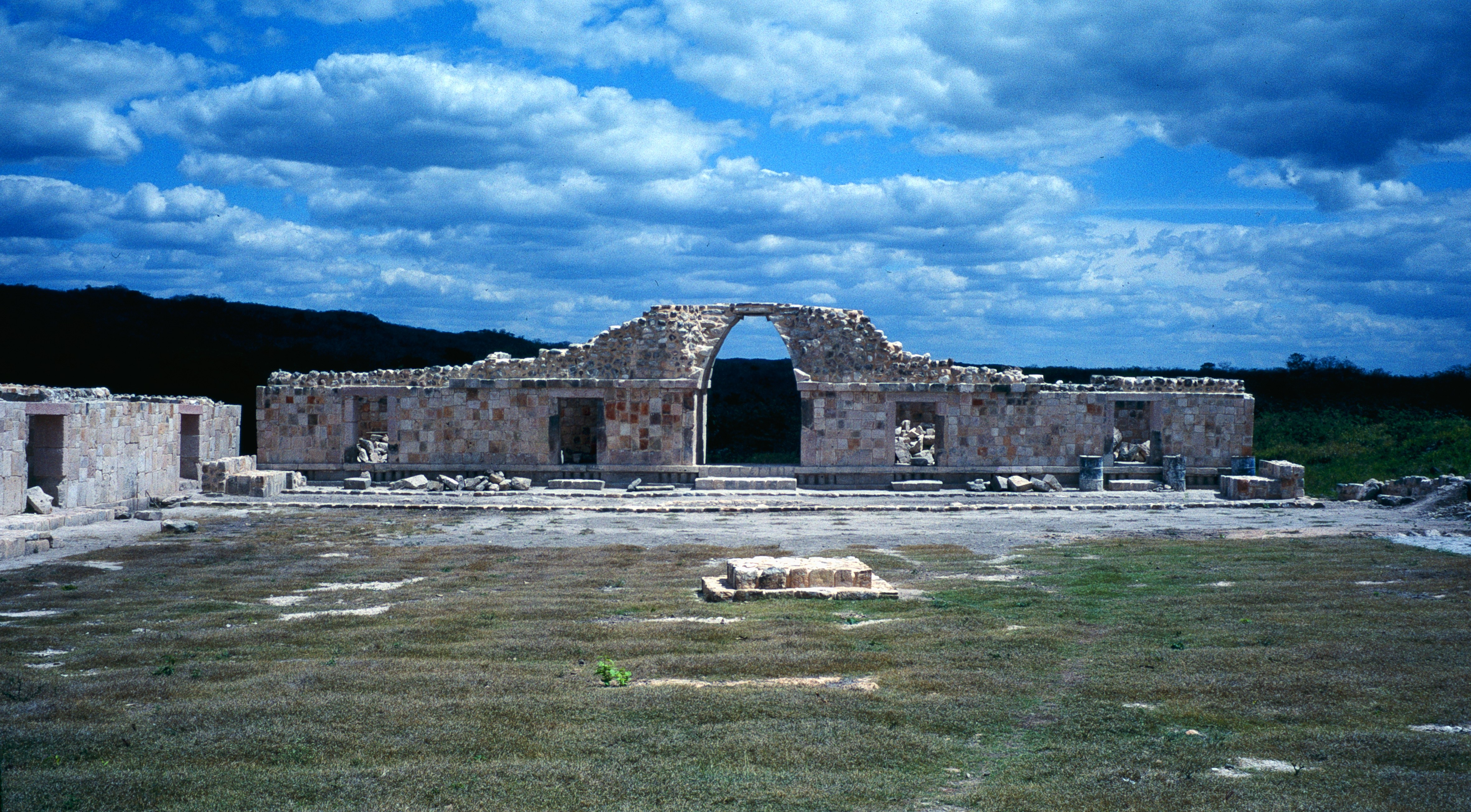
Gebäude 9 der Ah-Canul-Gruppe in Oxkintoc
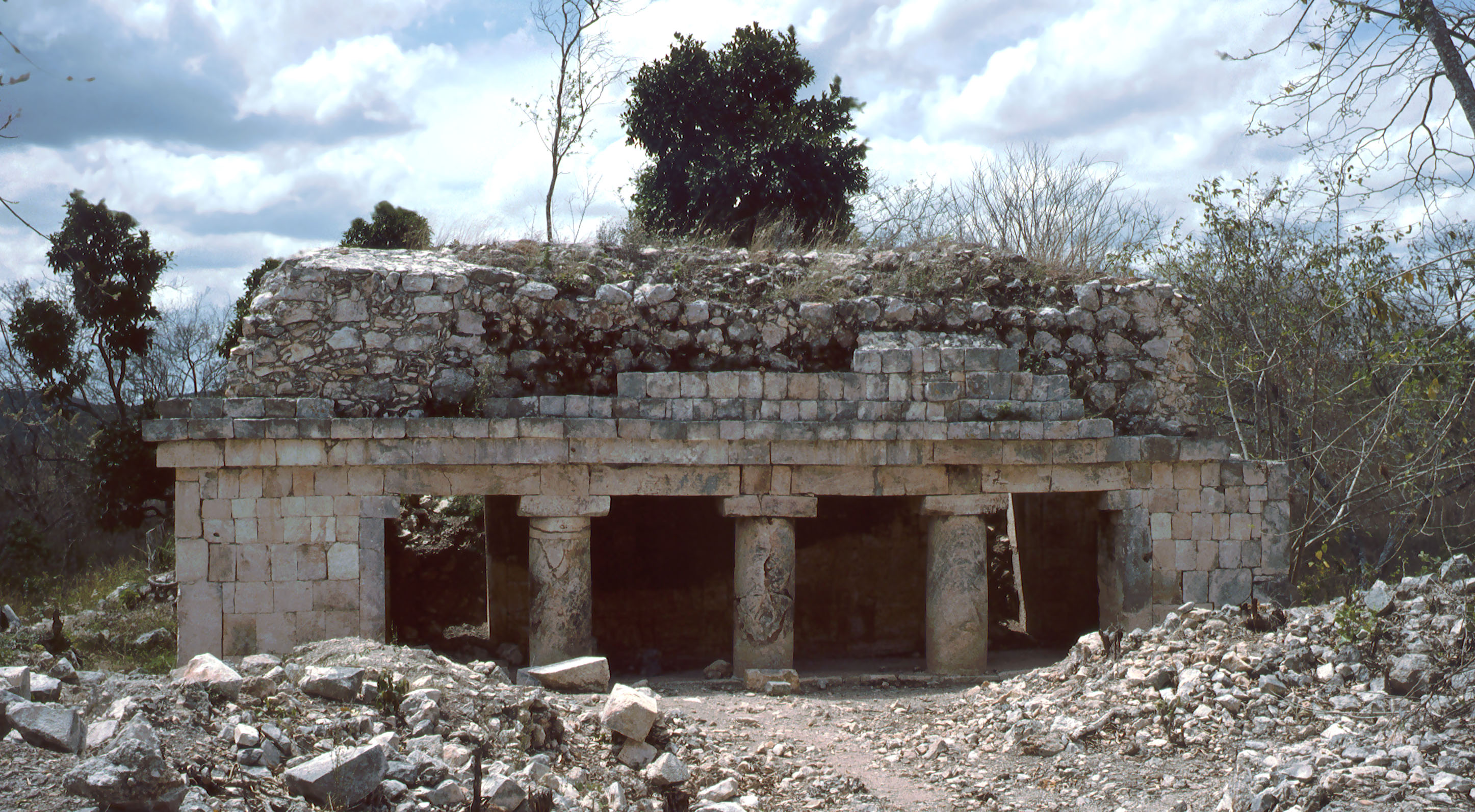
Gebäude in Xcalumkin bei Hecelchakán
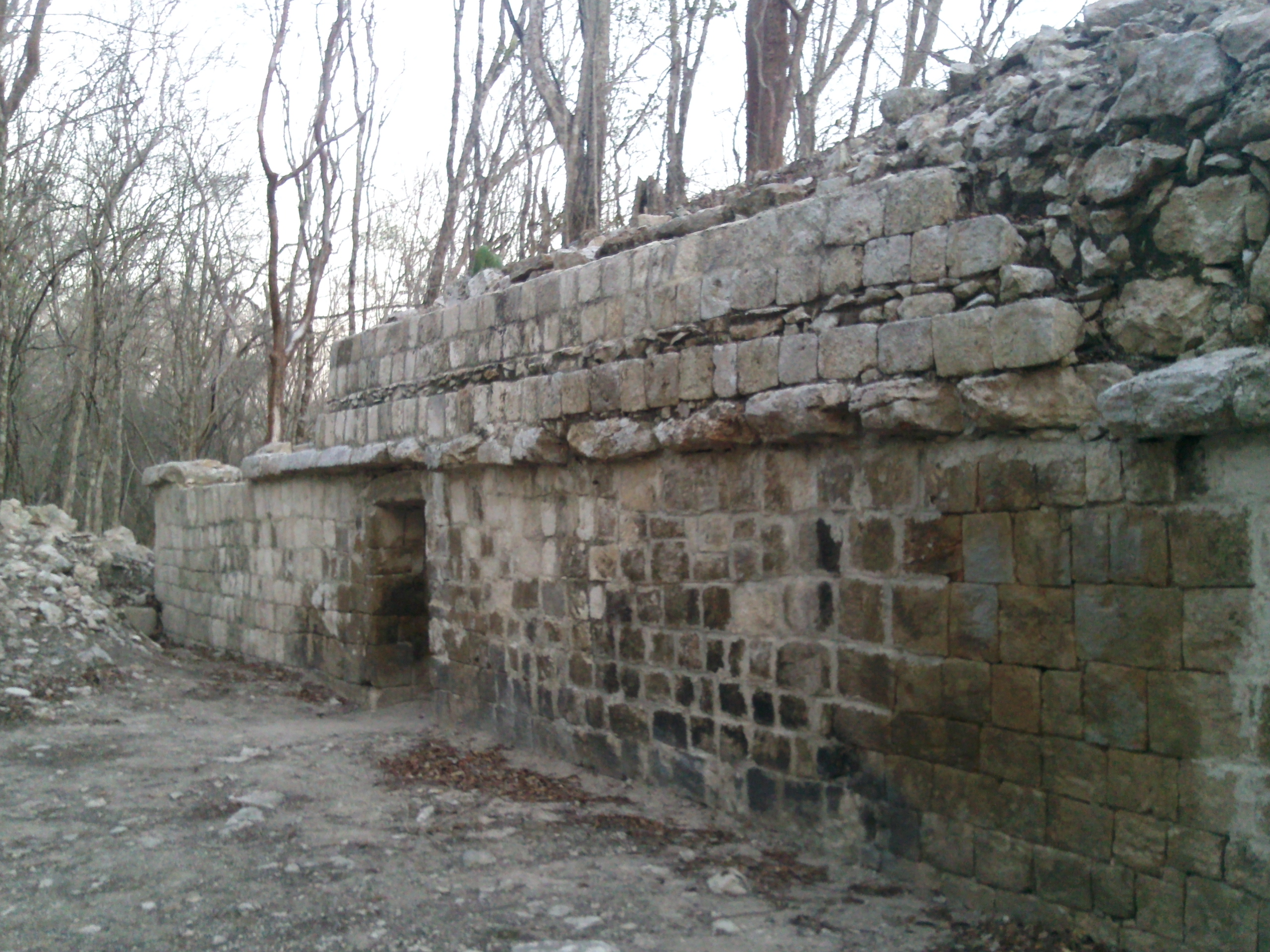
Gebäude in Kankí bei Tenabo